# Episphenus annamensis
Episphenus annamensis is een keversoort uit de familie Passalidae. De wetenschappelijke naam van de soort is voor het eerst geldig gepubliceerd in 1919 door Frederic Henry Gravely.